# Марош Шефчович
Марош Шефчович (на словашки: Maroš Šefčovič) е чехословашки и словашки дипломат, словашки и европейски политик (еврокомисар).

## Биография
Учи в Икономическия университет в Братислава (1984 – 1985), минава пълния курс на обучение (1985 – 1990) и завършва специалност „Международни отношения“ в Московския държавен институт по международни отношения. В Университета „Коменски“ в Братислава получава научните степени JUDr по право (1990) и PhD по международно и европейско право (2000).
Бил е съветник на чехословашкия заместник министър на външните работи, работи като 3-ти секретар и консул в посолството на Чехословакия в Хараре, Зимбабве (1991 – 1992), а след това е 2-ри секретар и заместник-ръководител на мисията в посолството на Словакия в Отава, Канада (1992).
От 1995 г. в Министерството на външните работи на Словакия работи по отношенията с Европейския съюз и НАТО. През 1998 г. става началник на кабинета на министъра на външните работи, после е назначен за посланик в Тел Авив, Израел (1999).
Изпратен е за постоянен представител на Словакия в Евросъюза през 2004 г. На 1 октомври 2009 г. заменя Ян Фигел в комисията Барозо II като еврокомисар (от Словакия) по образованието, обучението, културата и младежта. В комисията Барозо II е заместник-председател на ЕК и еврокомисар по междуинституционалните отношения и администрацията, както и временно еврокомисар по здравеопазването и потребителската политика (2012). В комисията Юнкер е комисар по енергийния съюз и отново заместник-председател на ЕК. От 1 декември 2019 г. е заместник-председател с ресор „Междуинституционални отношения и перспективи“ в Комисията „Фон дер Лайен“.
Д-р Марош Шефчович е женен, има 3 деца.